# Fernando Astengo
Fernando Enrique Astengo Sánchez (* 8. Januar 1960 in Santiago de Chile) ist ein ehemaliger chilenischer Fußballspieler und -trainer. Der Innenverteidiger wurde 1986 chilenischer Meister und spielte 19 Partien für Chile.

## Karriere

### Verein
Mit 13 Jahren kam Fernando Astengo in die Jugend von Unión Española, wo er auch seine professionelle Karriere begann. 1986 wechselte er zum Top-Klub CSD Colo-Colo, mit denen er sofort Meister wurde. 1987 wechselte er zum brasilianischen Klub Grêmio Porto Alegre, bei dem er 1988 von der uruguayischen Zeitung El Pais zum besten Innenverteidiger Südamerikas gewählt wurde. Sein Engagement in Brasilien endete mit der Sperre. 1993, mit 33 Jahren, kämpfte er sich nochmal in den Profifußball bei seinem Heimatverein Unión Española zurück, doch konnte nicht mehr an die Leistungen seiner Blütezeit anknüpfen. 1995 stieg er mit Audax Italiano, wo er eine Saison verbrachte, in die Primera División auf. Seine Karriere beendete León Astengo, wie sein Spitzname lautete, 1998 wieder bei Unión Española.

### Nationalmannschaft
Das Debüt in der chilenischen Nationalmannschaft gab Fernando Astengo am 7. Mai 1986 im Freundschaftsspiel gegen Brasilien. Bei der Copa América 1987 erreichte Chile das Finale gegen Uruguay, verlor dort knapp mit 0:1. Astengo spielte in allen vier Turnierspielen über die volle Spielzeit, auch im Halbfinale gegen Kolumbien, wo Astengo sein erstes Länderspieltor erzielte und in der 106. Spielminute per Kopf den 1:1-Ausgleich erzielen konnte. Im Finale wurde Astengo in der 88. Spielminute des Platzes verwiesen. Bei der Copa América 1989 stand Astengo bei den beiden Vorrundensiegen gegen Bolivien und Ecuador auf dem Platz, allerdings schied Chile aufgrund des schlechteren Torverhältnisses als Gruppendritter aus.
Zu einem Eklat in der Länderspielgeschichte kam es in der WM-Qualifikation 1990, als Chile einen Sieg im Maracanã benötigte, um sich für die Weltmeisterschaft 1990 zu qualifizieren. Etwa in der 67. Spielminute, beim Stand von 1:0 für Gastgeber, warf Rosenery Mello einen Feuerwerkskörper von den Zuschauerrängen auf das Spielfeld. Der chilenische Torwart und Kapitän der Mannschaft Roberto Rojas fiel zu Boden und hielt sich den blutenden Kopf. Er wurde vom Platz getragen, seine Teamkameraden unter Führung von Vizekapitän Astengo weigerten sich weiterzuspielen – das Match wurde abgebrochen. Ein Video bewies später, dass der Feuerwerkskörper Rojas gar nicht getroffen hatte. Seine blutende Verletzung hatte er sich mit einer für diesen Zweck im Torwarthandschuh auf den Platz geschmuggelten Rasierklinge selbst beigebracht. Die FIFA wertete das Spiel mit 2:0 für Brasilien, Chile war somit nicht für die WM 1990 qualifiziert. Auch für die WM 1994 in den USA wurde Chile gesperrt, der chilenische Fußballverband wurde mit einer Strafe von 100.000 Schweizer Franken belegt. Für Fernando Astengo war es das letzte Länderspiel, denn auch er wurde als Vizekapitän für drei Jahre gesperrt, da er das Verlassen des Platzes der Mannschaft Chiles angeordnet hatte.

### Trainer
Astengos Trainertätigkeit begann bei CSD Colo-Colo in der Apertura 2008. Er trat das schwere Erbe von Claudio Borghi an, der mit dem Team 4-mal Meister in Serie wurde. Der ehemalige Spieler Colo-Colos Astengo führte das Team bis ins Finale der Play-offs, doch trotz 2:0-Erfolg im Hinspiel verspielte Colo-Colo durch eine 0:3-Niederlage gegen Everton de Viña del Mar im Rückspiel noch die Meisterschaft. Damit endete auch das Engagement Astengos. 2009 trainierte er in der Jugend von Unión San Felipe.
2013 übernahm er das Zweitligateam Deportes Temuco. Zwar erreichte Temuco das Viertelfinale der Copa Chile, doch in der Liga standen nach 9 Spielen nur acht Punkte und der 11. Tabellenplatz. Aufgrund der Kritik der Fans und in der Berichterstattung trat Astengo am 17. Oktober 2013 vom Amt zurück. 2014 ging er in den Trainerstab von Nelson Acosta, der zu Deportes Iquique gewechselt war. Die Entlassung von Acosta bedeutete auch die Entlassung von Astengo, der daraufhin Kommentator beim chilenischen Fernsehen wurde.

## Erfolge

### Spieler
CSD Colo-Colo
- Chilenischer Meister: 1986

Grêmio Porto Alegre
- Brasilianischer Pokalsieger: 1989
- Staatsmeisterschaft von Rio Grande do Sul: 1987, 1988, 1989